# Чамуш-Дузан
Чамуш-Дузан (перс. چموش دوزان) — село в Ірані, у дегестані Шейх Нешін, у бахші Шандерман, шагрестані Масал остану Ґілян. За даними перепису 2006 року, його населення становило 191 особу, що проживали у складі 48 сімей.

## Клімат
Середня річна температура становить 13,98°C, середня максимальна – 27,77°C, а середня мінімальна – -1,21°C. Середня річна кількість опадів – 758 мм.
| Клімат поселення                              | Клімат поселення | Клімат поселення | Клімат поселення | Клімат поселення | Клімат поселення | Клімат поселення | Клімат поселення | Клімат поселення | Клімат поселення | Клімат поселення | Клімат поселення | Клімат поселення | Клімат поселення |
| Показник                                      | Січ.             | Лют.             | Бер.             | Квіт.            | Трав.            | Черв.            | Лип.             | Серп.            | Вер.             | Жовт.            | Лист.            | Груд.            |                  |
| Середній максимум, °C                         | 8,62             | 9,20             | 11,88            | 17,64            | 22,18            | 25,06            | 27,77            | 27,40            | 24,22            | 20,90            | 16,48            | 12,01            |                  |
| Середня температура, °C                       | 3,71             | 4,28             | 6,96             | 12,70            | 17,27            | 20,14            | 23,44            | 23,05            | 19,87            | 16,58            | 12,14            | 7,68             |                  |
| Середній мінімум, °C                          | −1,21            | −0,64            | 2,06             | 7,80             | 12,36            | 15,22            | 19,09            | 18,72            | 15,54            | 12,23            | 7,79             | 3,34             |                  |
| Норма опадів, мм                              | 77               | 63               | 65               | 54               | 38               | 24               | 11               | 33               | 75               | 111              | 91               | 116              |                  |
| Середньомісячна швидкість вітру, м/с          | 2.30             | 2.36             | 2.40             | 2.30             | 2.30             | 2.60             | 2.51             | 2.40             | 2.15             | 2.00             | 1.91             | 1.97             |                  |
| Середньомісячна сонячна радіація, кДж/м²·день | 6882             | 9088             | 11254            | 15879            | 20056            | 22868            | 23744            | 20054            | 16386            | 11206            | 8570             | 6604             |                  |
| --------------------------------------------- | ---------------- | ---------------- | ---------------- | ---------------- | ---------------- | ---------------- | ---------------- | ---------------- | ---------------- | ---------------- | ---------------- | ---------------- | ---------------- |
| Джерело:                                      |                  |                  |                  |                  |                  |                  |                  |                  |                  |                  |                  |                  |                  |